# حنیف عمران‌زاده
حنیف عمران‌زاده (زاده ۱۰ اردیبهشت ۱۳۶۴ در نور، مازندران) بازیکن سابق و مربی فوتبال ایرانی است که در پست مدافع میانی بازی می‌‌کرد.

## زندگی ورزشی

### رده جوانان
عمران زاده در سال ۱۳۷۹ به شاهین تهران پیوست و به مدت یک سال در این تیم توپ زد. او در سال ۱۳۸۰ به تیم پاس تهران پیوست.

### رده بزرگسالان
اولین فصل حضور حنیف عمران زاده در لیگ برتر، در سال ۱۳۸۲ و تیم پاس تهران به سرمربیگری مجید جلالی بود. او در آن فصل موفق به کسب اولین قهرمانی خود در لیگ برتر نیز گردید. پس از یک سال حضور در این تیم، به صورت قرضی به ملوان بندر انزلی پیوست و زیر نظر نصرت ایراندوست مشغول به کار شد. یک سال بعد و در فصل ۸۵–۱۳۸۴ به پاس بازگشت. با انتقال پاس به شهر همدان در سال ۱۳۸۵، او نیز به این تیم رفت و دو فصل در این تیم حضور داشت. عمران زاده در سال ۱۳۸۷ به استقلال تهران پیوست و تا سال ۱۳۹۵، زیر نظر مربیانی چون عبدالصمد مرفاوی، امیر قلعه نویی و پرویز مظلومی، ۲۰۳ بازی انجام داد و ۱۳ گل نیز به ثمر رساند. در سال ۱۳۹۵ به تیم خونه به خونه بابل پیوست و به مدت چهار ماه زیر نظر هادی مرزبان در این تیم دسته دومی مشغول بازی شد. پس از آن در فصل ۹۶–۱۳۹۵ به صبای قم رفت تا باز هم شاگرد مرفاوی شود و پس از آن، در فصل ۹۷–۱۳۹۶ به تیم سیاه جامگان پیوست و آخرین فصل حضور او در فوتبال، در این تیم و زیر نظر رضا عنایتی بود.

## بازی‌های ملی
عمران زاده در سال ۱۳۸۲ برای اولین بار توسط حمید علیدوستی به تیم ملی فوتبال جوانان ایران دعوت شد. او در تیم ملی فوتبال امید ایران نیز زیر نظر رنه سیموئز و وینگو بگوویچ بازی کرد. عمران زاده سابقه پوشیدن پیراهن تیم ملی بزرگسالان را نیز دارد و بین سال‌های ۸۹–۱۳۸۸، ۵ بازی برای تیم ملی ایران انجام داده‌است.

## خداحافظی از فوتبال
آخرین حضور حنیف عمران زاده در سطح اول فوتبال ایران، فصل ۹۷–۱۳۹۶ و تیم سیاه جامگان بود که در پایان فصل، این تیم به دسته پایین‌تر فوتبال ایران سقوط کرد. در روز ۲۳ آبان ماه ۱۳۹۷، عمران زاده با انتشار نامه ای، به‌طور رسمی خداحافظی خود را از دنیای فوتبال اعلام کرد.

## حاشیه‌ها و جنجال‌ها
- در فصل ۹۲–۱۳۹۱ عمران زاده با امیرقلعه نویی، سرمربی وقت استقلال دچار اختلاف شد که منجر به نیمکت نشینی و درنهایت قهر این بازیکن گردید. در نهایت با پادرمیانی دیگر بازیکنان استقلال، حنیف به تمرین تیم بازگشت.
- در سال ۱۳۹۴ و در پایان هشتادمین دربی تهران، عمران زاده با مشت به صورت سوشا مکانی، دروازه‌بان پرسپولیس کوبید که برای او سه جلسه محرومیت در پی داشت.

## افتخارات
حنیف عمران زاده دو قهرمانی لیگ برتر و یک قهرمانی جام حذفی فوتبال ایران به همراه استقلال تهران و همچنین یک قهرمانی لیگ برتر با پیراهن پاس تهران را نیز در کارنامه خود دارد. او در سال ۱۳۹۲ در خط دفاعی استقلال، و در کنار جواد نکونام در تیم منتخب تیم منتخب آسیا قرار گرفت و نقش به سزایی در رسیدن استقلال به مقام سوم آسیا داشت. فهرست افتخارات او به این شرح است:

### استقلال تهران
قهرمان لیگ برتر فوتبال ایران ۸۸–۱۳۸۷
قهرمان لیگ برتر فوتبال ایران ۹۲–۱۳۹۱
نایب قهرمان لیگ برتر فوتبال ایران ۱۳۹۰–۱۳۸۹
قهرمان جام حذفی فوتبال ایران ۹۱–۱۳۹۰
نایب قهرمان جام حذفی فوتبال ایران ۹۵–۱۳۹۴

### پاس تهران
قهرمان لیگ برتر فوتبال ایران ۸۳–۱۳۸۲
نایب قهرمان لیگ برتر فوتبال ایران ۸۵–۱۳۸۴

### ملوان بندر انزلی
تیم پدیده فصل لیگ برتر فوتبال ایران ۸۴–۱۳۸۳

### چادرملو اردکان
نایب قهرمان لیگ آزادگان فوتبال ایران ۰۳–۱۴۰۲

## مربیگری
وی اولین سال مربیگری خود را با تیم جوانان استقلال آغاز کرد.

## خارج از فوتبال
حنیف عمران زاده که پیشتر اعلام کرده بود احتمال دارد وارد دنیای سیاست شده و نماینده مجلس شود. با پایان دنیای بازیگری به جای سیاست وارد دنیای رسانه شد. عمران زاده از سال ۱۳۹۷ مجری‌گری را نیز تجربه کرد. عمران زاده به همراه مهرداد میناوند، بازیکن اسبق پرسپولیس، در برنامه ای با نام مدال شو، به انجام مصاحبه با فوتبالیست‌ها و مدیران قدیمی و جدید فوتبال ایران می‌پردازد.

## آمار
| عملکرد باشگاهی     | عملکرد باشگاهی     | لیگ برتر | لیگ برتر | جام حذفی | جام حذفی | آسیا | آسیا | جمع  | جمع |
| فصل                | باشگاه             | بازی     | گل       | بازی     | گل       | بازی | گل   | بازی | گل  |
| ۱۳۸۲–۱۳۸۳          | پاس تهران          | ۱        | ۰        | ۰        | ۰        | _    | _    | ۱    | ۰   |
| مجموع پاس تهران    | مجموع پاس تهران    | ۱        | ۰        | ۰        | ۰        | _    | _    | ۱    | ۰   |
| ۱۳۸۳–۱۳۸۴          | ملوان              | ۹        | ۱        | ۰        | ۰        | _    | _    | ۹    | ۱   |
| مجموع ملوان        | مجموع ملوان        | ۹        | ۱        | ۰        | ۰        | _    | _    | ۹    | ۱   |
| ۱۳۸۴–۱۳۸۵          | پاس تهران          | ۱۵       | ۲        | ۲        | ۰        | _    | _    | ۱۷   | ۲   |
| مجموع پاس تهران    | مجموع پاس تهران    | ۱۵       | ۲        | ۲        | ۰        | _    | _    | ۱۷   | ۲   |
| ۱۳۸۵–۱۳۸۶          | پاس همدان          | ۲۶       | ۲        | ۳        | ۱        | _    | _    | ۲۹   | ۳   |
| ۱۳۸۶–۱۳۸۷          | پاس همدان          | ۲۰       | ۰        | ۰        | ۰        | _    | _    | ۲۰   | ۰   |
| مجموع پاس همدان    | مجموع پاس همدان    | ۴۶       | ۲        | ۳        | ۱        | _    | _    | ۴۹   | ۳   |
| ۱۳۸۷–۱۳۸۸          | استقلال            | ۲۰       | ۳        | ۲        | ۱        | ۷    | ۰    | ۲۹   | ۴   |
| ۱۳۸۸–۱۳۸۹          | استقلال            | ۲۷       | ۲        | ۳        | ۲        | ۳    | ۱    | ۳۳   | ۵   |
| ۱۳۸۹–۱۳۹۰          | استقلال            | ۳۳       | ۲        | ۴        | ۲        | ۴    | ۰    | ۴۱   | ۴   |
| ۱۳۹۰–۱۳۹۱          | استقلال            | ۲۵       | ۰        | ۲        | ۰        | ۷    | ۰    | ۳۴   | ۰   |
| ۱۳۹۱–۱۳۹۲          | استقلال            | ۲۶       | ۶        | ۴        | ۲        | ۹    | ۲    | ۳۹   | ۱۰  |
| ۱۳۹۲–۱۳۹۳          | استقلال            | ۱۴       | ۰        | ۱        | ۰        | _    | _    | ۱۵   | ۰   |
| ۱۳۹۳–۱۳۹۴          | استقلال            | ۱۲       | ۰        | ۰        | ۰        | _    | _    | ۱۲   | ۰   |
| ۱۳۹۴–۱۳۹۵          | استقلال            | ۲۶       | ۰        | ۲        | ۰        | _    | _    | ۲۸   | ۰   |
| مجموع استقلال      | مجموع استقلال      | ۱۸۳      | ۱۳       | ۱۸       | ۷        | ۳۰   | ۳    | ۲۳۱  | ۲۳  |
| ۱۳۹۵               | خونه به خونه       | ۱۱       | ۰        | ۰        | ۰        | _    | _    | ۱۱   | ۰   |
| مجموع خونه به خونه | مجموع خونه به خونه | ۱۱       | ۰        | ۰        | ۰        | _    | _    | ۱۱   | ۰   |
| ۱۳۹۵–۱۳۹۶          | صبای قم            | ۱۴       | ۰        | ۰        | ۰        | _    | _    | ۱۴   | ۰   |
| مجموع صبای قم      | مجموع صبای قم      | ۱۴       | ۰        | ۰        | ۰        | _    | _    | ۱۴   | ۰   |
| ۱۳۹۶–۱۳۹۷          | سیاه جامگان        | ۴        | ۰        | ۰        | ۰        | _    | _    | ۴    | ۰   |
| مجموع سیاه جامگان  | مجموع سیاه جامگان  | ۴        | ۰        | ۰        | ۰        | _    | _    | ۴    | ۰   |
| مجموع آمار         | مجموع آمار         | ۲۸۳      | ۱۸       | ۲۳       | ۸        | ۳۰   | ۳    | ۳۳۶  | ۲۹  |